# Joe Herndon
Walter Joseph Herndon (n. 5 ianuarie 1949) este un cântăreț american de muzică R&B și soul, fost membru într-o versiune a trupei doo-wop The Spaniels și actual membru al formației The Temptations. 